# Hesychasmus

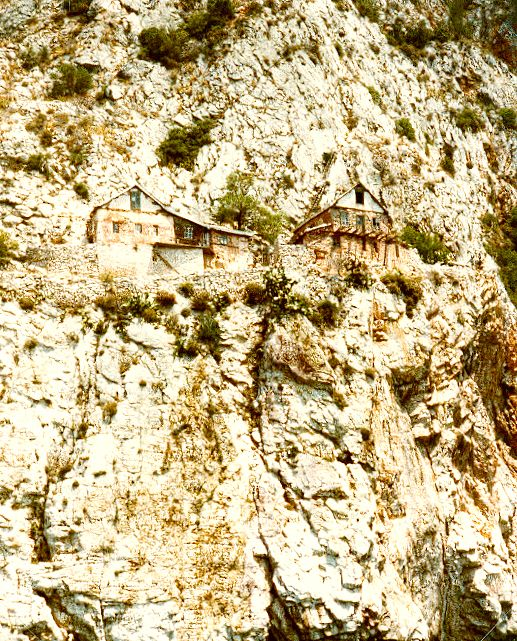
Behausungen von Eremiten am Berg Athos, dem traditionellen Zentrum des Hesychasmus

Der Hesychasmus (altgriechisch ἡσυχασμός hēsychasmós) ist eine Form von Spiritualität, die im Mittelalter von byzantinisch-orthodoxen Mönchen entwickelt wurde. Seine Ausgangsbasis bilden Verhaltensregeln des spätantiken Mönchtums. Der Begriff ist von dem griechischen Wort hesychia (ἡσυχία hēsychía) abgeleitet, das „Ruhe“ oder „Stille“ bedeutet. Mit hesychia verbinden sich die Vorstellungen von Gelassenheit und innerem Frieden. Hesychasten machen die Erlangung und Bewahrung solcher Ruhe zum Ziel intensiver systematischer Bemühungen.
Der Verwirklichung der hesychia dient beharrliches Üben im Rahmen einer speziellen Gebetspraxis. Hesychasten wiederholen über lange Zeiträume mehrmals das Jesusgebet, unter Einsatz einer Atemtechnik zur Förderung der Konzentration. Angestrebt wird der Zustand des völligen Seelenfriedens, der als Voraussetzung für das Erleben einer besonderen göttlichen Gnade gilt: Nach der Auffassung der Hesychasten können Betende das ungeschaffene Taborlicht in einer Vision wahrnehmen. Die Lehre, der zufolge im ungeschaffenen Licht Gott selbst anwesend und sichtbar ist, gehört seit dem Spätmittelalter zum Kernbestand der hesychastischen Überzeugungen.
Ihr Zentrum hatte die mittelalterliche hesychastische Bewegung in den Klöstern und Skiten auf dem Berg Athos. In ihrer Blütezeit im Spätmittelalter breitete sie sich auch in den nördlichen Balkanraum und nach Russland aus. Unter der osmanischen Herrschaft trat die hesychastische Praxis in den ehemals byzantinischen Gebieten in den Hintergrund. Die Tradition brach aber nicht ab und fand auch im russischen Mönchtum der Frühen Neuzeit Fortsetzer. Ab dem 18. Jahrhundert kam es zu einem „neuhesychastischen“ Aufschwung, dessen Folgen in der Orthodoxie weiterhin spürbar sind. Im frühen 20. Jahrhundert knüpfte die Imjaslavie-Bewegung an die hesychastische Tradition an.
Theologisch ist der Hesychasmus eng mit der Lehre seines bekanntesten Vertreters Gregorios Palamas († 1359), dem „Palamismus“, verknüpft. Zu Lebzeiten des Palamas war er umstritten. In den orthodoxen Kirchen hat er sich dauerhaft durchsetzen können, doch außerhalb der Orthodoxie ist er überwiegend auf Ablehnung oder Zurückhaltung gestoßen. Anstoß erregt bei Kritikern seit jeher die Behauptung, etwas Ungeschaffenes und somit Göttliches könne wahrgenommen werden. Dagegen wird eingewendet, das sei wegen Gottes absoluter Transzendenz ausgeschlossen. Kontroverse Debatten dauern bis in die Gegenwart fort. Oft wird der Hesychasmus mit seiner Verheißung eines unmittelbaren persönlichen Zugangs zur Gottheit als Gegenpol und Alternative zu einer diskursiven, mit Ungewissheit belasteten Wahrheitssuche betrachtet. Hesychasten lehnen die Verwendung einer philosophischen Methode in der Theologie ab. Der Einfluss des Hesychasmus und des Palamismus hat in der orthodoxen Welt das Streben nach einer Synthese von Philosophie und Theologie im Sinne der westlichen scholastischen Vorgehensweise nachhaltig diskreditiert.

## Begriffsverwendung
Da sich die hesychastische Theorie und Praxis in einem jahrhundertelangen Prozess ausgeformt hat, lässt sich die Entstehung der Bewegung zeitlich nicht eindeutig fixieren. Frühestens im 12. Jahrhundert begann herkömmliches kontemplatives Gedankengut die besondere Ausprägung zu erhalten, die der heute gängigen Verwendung des Begriffs „Hesychasmus“ entspricht. Im spätmittelalterlichen und neuzeitlichen Hesychasmus wird jedoch eine weit zurückreichende Kontinuität der Tradition betont; es handle sich um eine uralte Praxis betrachtender Versenkung, die sich bis in die Zeit der spätantiken Kirchenväter zurückverfolgen lasse. Nachdrücklich ordnen sich die Hesychasten seit dem Spätmittelalter in die Tradition der altkirchlichen Kontemplation ein. Die Berufung auf altkirchliche Autoritäten soll ihren Anspruch legitimieren, sie seien keine Neuerer oder gar Häretiker, sondern die getreuen Wahrer des Erbes der antiken Väter des Mönchtums. Damit werden die allgemein als vorbildlich anerkannten antiken Mönche als die eigentlichen Begründer der hesychastischen Praxis dargestellt. Die Berechtigung dieser Anknüpfung an die Epoche der Alten Kirche ist jedoch umstritten. Daher werden die Bezeichnungen „Hesychasmus“ und „Hesychasten“ in der modernen Fachliteratur oft vermieden, wenn von den antiken und frühmittelalterlichen Vorläufern der späteren Kontemplationsbewegung die Rede ist. Diese Ausdrücke bleiben gewöhnlich der im engeren Sinne hesychastischen Strömung vorbehalten, die sich ab dem 12. und 13. Jahrhundert im byzantinischen Mönchtum ausgeformt und später über die ganze orthodoxe Welt ausgebreitet hat. Sie unterscheidet sich von älteren Richtungen durch besondere Betonung und Herausarbeitung der körperlichen Aspekte der kontemplativen Praxis. Dazu gehört der systematische Einsatz der Atemtechnik als Hilfsmittel.
Spirituelle Strömungen der Zeit seit dem 18. Jahrhundert, deren Vertreter sich auf traditionelles hesychastisches Gedankengut berufen, werden unter der Bezeichnung „Neuhesychasmus“ zusammengefasst.

## Geschichte

### Antike Vorläufer
Eine Gebetspraxis, die mit der hesychastischen in wesentlichen Aspekten übereinstimmt, ist schon im altkirchlichen Mönchtum nachweisbar. Bereits die Apophthegmen (Aussprüche) des Wüstenvaters Antonios dem Großen († 356), eines in der ägyptischen Wüste lebenden Eremiten, und anderer Mönche der Frühzeit enthalten Verhaltensregeln wie das „Bewahren der Zunge“ zur Erhaltung der Wachsamkeit und Ruhe/Stille (hesychia). Lebensbeschreibungen der frühen Asketen schildern die entsprechende Praxis. Diese in der Spätantike und im Mittelalter einflussreichen Schriften zeichnen das Bild eines idealen Mönchtums. Vor allem die Autorität des Antonios wirkte stark nach; er erhielt den Beinamen „der Große“ und wurde als bedeutender Heiliger und als Urvater des Mönchtums verehrt. Eng mit der hesychia verbunden war die nepsis (νῆψις nḗpsis: „Nüchternheit“, „Wachsamkeit“, „Achtsamkeit“), die Überwachung der eigenen Gedanken und rigorose Zurückweisung aller Vorstellungen und Impulse, die dem inneren Frieden abträglich sein könnten.
Der Wüstenasket und Schriftsteller Euagrios Pontikos († 399), ein Schüler des berühmten Kirchenvaters Gregor von Nazianz, gehörte zu den Vorläufern des Hesychasmus, die ihre Gebetsform in der ägyptischen Wüste praktizierten. Er gab Anleitungen für die Praxis und schuf eine theoretische Grundlage. Unablässige kurze Anrufungen Gottes sollten dem Betenden dazu verhelfen, Ruhe zu finden und Distanz zu den Affekten zu gewinnen. Erstrebt wurde der Gemütszustand apatheia (Gleichmut, Unerschütterlichkeit), den man durch Reinigung der Seele von schädlichen Leidenschaften erlangen wollte. Euagrios lehrte, der zu solcher Seelenruhe Gelangte sei zu „reinem Gebet“ fähig; dem so Betenden werde seine Einheit mit Gott erfahrbar „wie in einem Spiegel“. Ein weiterer Vorläufer des Hesychasmus war „Pseudo-Makarios“, ein unbekannter Autor des 4. Jahrhunderts, der mit Makarios dem Ägypter, einem berühmten „Wüstenvater“, gleichgesetzt wurde und daher in hohem Ansehen stand. Er stellte mönchische Lichtvisionen als mit biblischen Gotteserscheinungen und insbesondere der Verklärung Christi gleichartig dar. Damit wurde er für die mittelalterlichen Hesychasten zu einer wichtigen Autorität, auf die sie sich bei der Rechtfertigung ihrer Lichtlehre berufen konnten.
Bischof Diadochos von Photike († vor 486) empfahl ein ständiges Gebet, mit dem man sich den Namen des „Herrn Jesus“ unablässig vergegenwärtigt. Der genaue Wortlaut seines Gebetsrufs ist zwar nicht überliefert, doch handelt es sich offenbar um eine frühe Form des Jesusgebets oder „immerwährenden Herzensgebets“, einer in verschiedenen Versionen überlieferten Anrufung des Namens Jesu. Damit trat die Präsenz des ständig wiederholten Gottesnamens als zentrales Element des Strebens nach hesychia in den Vordergrund. Diadochos meinte, man könne die „Ausgänge des Geistes durch die Erinnerung an Gott verstopfen“ und so Konzentration ermöglichen. Wenn die Kraft der Seele die Leidenschaften völlig beherrsche, könne derjenige, der den heiligen Namen in der Tiefe seines Herzens ständig erwäge, das Licht seines eigenen Geistes erblicken, da er unter der Einwirkung des göttlichen Lichts stehe. Eine Schau Gottes oder des göttlichen Lichts sei dem Betenden aber nicht möglich und man solle sich vor trügerischen Lichtvisionen hüten, die einen solchen Eindruck erwecken.

### Frühe Phasen der Ausformung des mittelalterlichen Hesychasmus

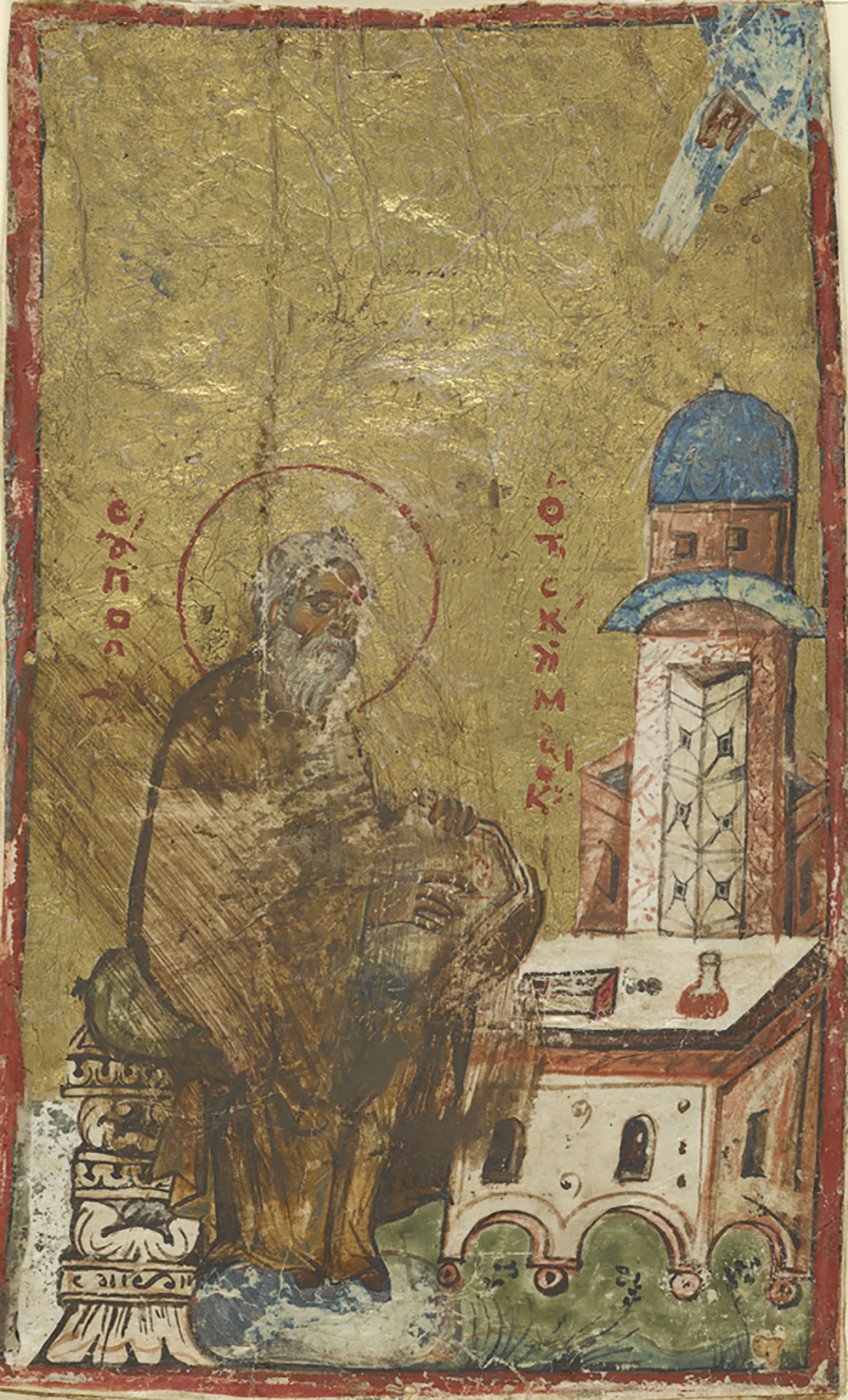
Johannes Klimakos. Buchmalerei in einer Handschrift seines Werks Klimax, frühes 12. Jahrhundert

Der im 7. Jahrhundert tätige asketische Mönch und Schriftsteller Johannes Klimakos wies in seiner einflussreichen Schrift Klimax (Leiter) auf die Bedeutung des Atems hin. Er empfahl, die Namensanrufung mit dem Atem zu verbinden; dann werde man den Segen der Ruhe, der hesychia, erfahren. Nach der eingehenden Darstellung in der Klimax führt das Erklimmen der spirituellen „Leiter“ den Asketen schließlich zur Gottesbegegnung und zur Erfahrung der Gemeinschaft mit Gott. Klimakos unterscheidet dreißig Stufen des Aufstiegs zur Vollkommenheit der Gottesgemeinschaft. Ausführlich behandelt er zunächst die Ausrottung der Laster und Übung der Tugenden, wobei in Anknüpfung an die Tradition der spätantiken Väter die Pflege der Wachsamkeit und Nüchternheit eine wesentliche Rolle spielt. Störungen müssen nach der Klimax anfangs abgewehrt werden, später wird man ihnen gegenüber unempfindlich. Auf den vier obersten Stufen, nach der Reinigung der Seele, geht es um die Gottesschau (θεωρία theōría) in der hesychia. Klimakos gilt insbesondere wegen seiner Beachtung der Rolle des Atems und seiner Hervorhebung des Lichts in der Gottesschau als Vorläufer der hesychastischen Lehrer des 13. und 14. Jahrhunderts, die sein Gedankengut stark rezipierten.
Die Verrichtung und den spirituellen Hintergrund des Jesusgebets behandelte der frühmittelalterliche Kirchenschriftsteller Hesychios der Sinait (Synaites) in seiner Schrift Über die Nüchternheit und die Tugend, die ebenfalls eine starke Nachwirkung erzielte. Er legte großes Gewicht auf die nepsis (Nüchternheit, Achtsamkeit) als Grundtugend, zu deren Bewahrung er das Jesusgebet empfahl; die Anrufung solle möglichst beständig sein und nicht von Gedanken oder bildlichen Vorstellungen begleitet werden. Auch er sah einen Zusammenhang zwischen dem Atem und dem Gebet, das am Atem „anhaften“ solle.
Symeon der Neue Theologe (949–1022) kannte und befürwortete eine Gebetsweise, die bereits hesychastische Elemente enthielt. Seine Gedankenwelt hat die Entstehung und Entwicklung des Hesychasmus beeinflusst. Insbesondere seine Überzeugung von der Wahrnehmbarkeit des göttlichen Lichts, das er auch selbst gesehen zu haben behauptete, entspricht der hesychastischen Einstellung. Energisch widersprach er der Ansicht derer, die glaubten, eine Gotteswahrnehmung sei erst nach dem Tod im jenseitigen Leben möglich. Er meinte, wer reinen Herzens sei, könne die Gnade der Gottesschau empfangen, bekomme damit Anteil am göttlichen Leben und bedürfe dann keines irdischen Lehrers mehr, auch wenn er ganz ungebildet sei. Bei den Mönchen des Mamas-Klosters, dessen Abt er war, stieß Symeon mit seiner Lehre auf scharfe Ablehnung. Sie sahen darin einen teuflischen Wahn und meinten, er sei einer Täuschung durch Dämonen zum Opfer gefallen.
Bis ins frühe 20. Jahrhundert wurde Symeon irrtümlich als der Autor des Traktats Methode der heiligen Anbetung und Achtsamkeit (Méthodos tēs hierās proseuchḗs kai prosochḗs) betrachtet. Da dieses Werk die älteste bekannte im eigentlichen Sinn hesychastische Schrift ist, galt Symeon zu Unrecht als Vater des Hesychasmus. Erst neuere Untersuchungen – insbesondere des Kirchenhistorikers Irénée Hausherr – haben gezeigt, dass die spezifisch hesychastische Gebetspraxis nicht auf ihn zurückzuführen ist. Der unbekannte Verfasser der Methode der heiligen Anbetung und Achtsamkeit (Pseudo-Symeon) lebte erst im 12. oder 13. Jahrhundert. Eine weitere für die Frühzeit wichtige Abhandlung, Über die Nüchternheit und Wachsamkeit des Herzens, entstand um die Mitte des 13. Jahrhunderts; ihr Verfasser war der aus Italien stammende Athosmönch Nikephoros der Hesychast, der auch Nikephoros Athonites oder Nikephoros Hagioreites genannt wird. Pseudo-Symeon und Nikephoros waren die ersten Autoren, die genaue Anweisungen zum Atem und zur Körperhaltung gaben. Zu den bekanntesten Repräsentanten des Hesychasmus in dieser Epoche zählt auch der im 13. und frühen 14. Jahrhundert tätige einflussreiche Bischof Theoleptos von Philadelpheia, ein Schüler des Nikephoros. Kirchenpolitisch widersetzten sich diese Kreise nachdrücklich einer Kirchenunion zwischen der orthodoxen und der katholischen Kirche. Sie betonten die spezifisch orthodoxen Lehren, welche die Orthodoxie vom Katholizismus trennen. Damit traten sie in Opposition zu Kaiser Michael VIII., der im Jahr 1274 die Kirchenunion aus politischen Gründen erzwang. Nikephoros der Hesychast profilierte sich als Unionsgegner und musste deswegen in die Verbannung gehen. Auch Theoleptos bekämpfte die Union energisch.

### Die spätmittelalterliche Blütezeit
In der ersten Hälfte des 14. Jahrhunderts begann die Blütezeit des byzantinischen Hesychasmus. Sie wurde von einer Erneuerungsbewegung eingeleitet, die vom Athos ausging. Deren wichtigster Wortführer wurde der Athosmönch Gregorios Palamas (1296/1297–1359), der seit 1368 in der orthodoxen Welt als Heiliger verehrt wird. Seine Lehre, der nach ihm benannte „Palamismus“, lieferte der hesychastischen Praxis eine theoretische Begründung und Rechtfertigung. Sie warf aber auch Probleme auf, die zu schweren Anfeindungen führten und heftige Streitigkeiten verursachten. In seiner Blütezeit erlebte der Hesychasmus zwar eine bedeutende Ausdehnung seines Einflusses, musste sich aber zugleich gegen massiven Widerstand behaupten. Erst nach der Brechung dieses Widerstands im kirchenpolitischen Kampf konnte er sich ungehindert entfalten.

#### Die Deutung der hesychastischen Visionen als Taborlicht

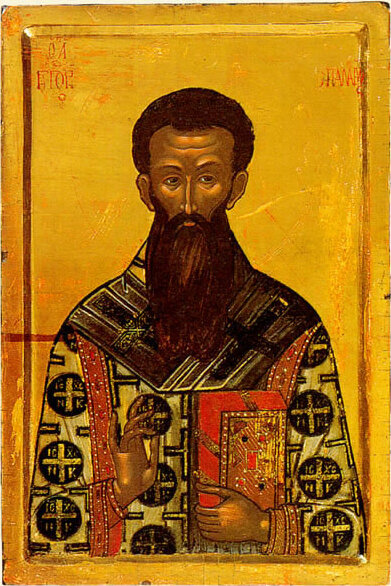
Gregorios Palamas

Schon seit der Antike war in spiritueller Literatur von Lichterscheinungen die Rede, die einzelne Mönche nach ihren Angaben während der Kontemplation erlebten. Über die Frage, von welcher Beschaffenheit solches Licht sei und was von derartigen Visionen zu halten sei, gingen die Meinungen auseinander. Im spätmittelalterlichen Hesychasmus setzte sich die Auffassung durch, es sei – im Fall einer echten Schau – das „Taborlicht“. Das von den betenden Mönchen Wahrgenommene sei nichts Geringeres als das Licht, das die Apostel Petrus, Jakobus und Johannes laut dem Bericht der drei synoptischen Evangelien bei der Verklärung Christi auf einem nicht namentlich genannten Berg gesehen hatten. Es wird Taborlicht genannt, da es sich bei dem Berg nach außerbiblischer Überlieferung um den Berg Tabor in Galiläa handelt. Im palamitischen Hesychasmus bildet die Schau des Taborlichts den Höhepunkt möglicher Gnadenerfahrung des hesychastisch Betenden. Dazu bemerkte Palamas, das Licht, das den Jüngern bei der Verklärung Christi auf dem Tabor erschienen sei, sei identisch mit dem Licht, das in der Gegenwart von den durch Tugend und Gebet gereinigten Seelen wahrgenommen werde, und zugleich auch das, in dem das Wesen der Güter der zukünftigen Welt bestehe.
Somit setzte Palamas das Lichterlebnis der hesychastischen Visionen nicht nur mit dem des biblischen Wunders gleich, sondern im Prinzip auch mit dem Erleben der Seligkeit im Himmelreich. Überdies lehrte er, das Taborlicht sei „ungeschaffen“, also kein Teil der Schöpfung, sondern göttlich. Damit erhob er den Anspruch, bei der hesychastischen Vision handle es sich um eine unmittelbare Erfahrung (griechisch πείρα peíra) Gottes. Nach der palamitischen Lehre ist das ungeschaffene Licht immateriell, aber sein Lichtcharakter ist nicht etwa metaphorisch zu verstehen, sondern konkret. Da es unendlich ausgedehnt ist, kann kein Mensch es jemals vollständig erfassen, weder im irdischen Leben noch in der künftigen Seligkeit. Die Pilgerschaft im Licht kommt nie an ein Ende.
Innerhalb des spätmittelalterlichen Hesychasmus gab es allerdings auch eine Richtung, die betonte, dass nicht alle Lichtvisionen authentisch seien. Der einflussreiche Hesychast Gregorios Sinaites († 1346), ein älterer Zeitgenosse des Palamas, warnte vor trügerischen Visionen, die Erzeugnisse der Phantasie seien. Er teilte aber die Überzeugung des Palamas, dass es auch in der Gegenwart echte Erscheinungen des göttlichen Lichts gebe. Diese als solche zu erkennen erfordere eine besondere Fähigkeit zur Unterscheidung, die bei spirituell Fortgeschrittenen zu finden sei. Wer noch nicht über die nötige Urteilskraft verfüge, solle sich auf die Erfahrung seines Lehrers verlassen, um einer Selbsttäuschung zu entgehen.

#### Das hesychastische Verständnis der Wahrnehmung des Ungeschaffenen
Da die Grundannahme des spätmittelalterlichen Hesychasmus die Wahrnehmbarkeit des Ungeschaffenen – also Gottes – ist, hatte sich Palamas mit der Frage auseinanderzusetzen, wie sein Konzept mit dem Grundsatz der absoluten Transzendenz Gottes vereinbart werden konnte. Die Transzendenz schien Gott außerhalb des Bereichs möglicher menschlicher Erfahrung zu stellen. Daraus konnte gefolgert werden, nur die Schöpfung, nicht der Schöpfer sei für den Menschen erfassbar. Eine Gotteserkenntnis sei somit nur auf indirektem Weg – durch Erkenntnis des von ihm Geschaffenen – möglich. Sie sei notwendigerweise niemals unmittelbar und daher stets unzulänglich. In diesem Sinne lehrte die „negative Theologie“, es sei prinzipiell unmöglich, über Gott wahre positive Aussagen zu machen, die seine absolute Transzendenz angemessen berücksichtigen. Dieser Grundsatz fand in der orthodoxen Kirche viel Anklang. Unter den orthodoxen Theologen bestand seit jeher Einigkeit darüber, dass Gottes Wesen dem Menschen prinzipiell unzugänglich sei. Wer behauptete, er habe eine Gottesschau erlebt, konnte somit nicht Gottes Wesen meinen. Palamas und seine Anhänger, die Palamiten, bestritten das nicht, erklärten aber, das Problem der Gotteswahrnehmung sei durch differenzierende Aussagen lösbar. Sie betonten, die dem betenden Hesychasten zuteilwerdende Schau betreffe nicht das unerfassbare Wesen (griechisch οὐσία ousía) des Schöpfers. Erfahrbar seien nur Gottes Energien oder Wirkkräfte (griechisch ἐνέργειαι enérgeiai), mit denen er sich zu erkennen gebe. Dies geschehe bei der Schau des Taborlichts. Die Wirkkräfte seien zwar ungeschaffen, also göttlich und kein Teil der Schöpfung, doch könnten sie dem Menschen offenbart werden. Dadurch werde ihm eine wirkliche Teilhabe (griechisch μετοχή metochḗ) an Gott ermöglicht. Somit stellt die Wahrnehmung des Taborlichts nach der palamitischen Lehre nicht nur eine Begegnung mit Gott dar, sondern der Mensch wird dabei zum Teilhaber des Göttlichen, zwar nicht dem Wesen nach, aber hinsichtlich der göttlichen Wirkkräfte. Es tritt eine Vergöttlichung (théōsis) des Menschen ein. Im ungeschaffenen Licht vereinigt sich Gott mit den Heiligen, wie Palamas mehrfach wiederholt, als Gott mit Göttern.
Die Unterscheidung zwischen dem unzugänglichen Wesen und den erfahrbaren Wirkkräften, wobei aber beide gleichermaßen dem Bereich des Ungeschaffenen zugeordnet werden, ist für die theologische Begründung des hesychastischen Konzepts grundlegend. Sie war jedoch keine Neuerung des Palamas oder anderer Hesychasten, sondern altes Lehrgut der orthodoxen Kirche. Schon die spätantiken Kirchenväter Basilius der Große und Gregor von Nyssa und später die einflussreichen frühmittelalterlichen Theologen Maximus Confessor und Johannes von Damaskus unterschieden zwischen Wesen und Wirkkräften.

#### Die geistige Auseinandersetzung um die palamitische Theorie des Hesychasmus
Mit der Beschränkung der Erfahrbarkeit auf die Wirkkräfte entschärfte Palamas das Problem der Gotteswahrnehmung. Damit hatte er aber diese Angriffsfläche, die der Hesychasmus bot, noch nicht beseitigt. Stärksten Anstoß erregte bei Kritikern die Behauptung, den betenden Mönchen sei eine Schau von Ungeschaffenem möglich. Die grundsätzliche Frage, ob etwas Ungeschaffenes und somit Göttliches wahrnehmbar sein kann, stand im Mittelpunkt der Auseinandersetzungen zwischen Palamas und seinen theologischen Gegnern. Diese erbitterten Konflikte, von denen die byzantinische Kirche im 14. Jahrhundert erschüttert wurde, sind unter der Bezeichnung „Hesychasmusstreit“ bekannt. Die Beteiligten beriefen sich auf allgemein anerkannte theologische Autoritäten, insbesondere auf Pseudo-Dionysius Areopagita, und warfen der Gegenseite Abweichung von der Tradition und Häresie vor. Einen fundamental antihesychastischen Standpunkt vertrat der aus Italien stammende Theologe Barlaam von Kalabrien.
Die Antipalamiten unterstellten ihren Gegnern die Behauptung, der immaterielle und transzendente Gott könne mit irdischen Augen gesehen werden. Sie machten geltend, im Palamismus werde ein als physische Realität aufgefasstes Licht mit Gott gleichgesetzt. Eine solche Lehre sei aber mit Gottes Transzendenz unvereinbar, die Vorstellung einer sichtbaren Gottheit sei eine Ungeheuerlichkeit. Gott könne vom Menschen aus den erkennbaren Gegenständen heraus begrifflich erfasst werden, aber keinesfalls wahrgenommen werden. Barlaam von Kalabrien war der Ansicht, das Taborlicht sei nur ein sinnliches, vergängliches, nicht wirklich existierendes Phänomen, das nur als Symbol eine Bedeutung habe. Ein weiteres Argument gegen die hesychastische Theologie lautete, Wirkkräfte von Gottes Wesen zu unterscheiden sei unzulässig, denn dabei werde eine mit Gottes Einheit und Einfachheit unvereinbare Trennung vorgenommen, die unweigerlich zum Polytheismus führe. Der Hesychasmus sei nichts anderes als die Häresie des Messalianismus. Ungeschaffene Wirkkräfte könne es nicht geben. Nur Gottes Wesen sei ungeschaffen und somit ohne Anfang und Ende; sein Wirken und seine Werke hätten einen zeitlichen Anfang und seien ein Teil der Schöpfung.
Dem ersten Einwand gegen seine Lehre hielt Palamas entgegen, die hesychastische Schau sei nicht sinnlich, da sie nicht durch die Sinne empfangen werde, und auch nicht intellektuell, da sie ein Aufhören aller Denktätigkeit voraussetze. Das Taborlicht werde zwar mit den Augen aufgenommen, doch sei dies in Wirklichkeit keine Sinneswahrnehmung, denn der Hesychast sehe das Licht weder durch seinen Leib noch durch seinen Intellekt, sondern durch den Heiligen Geist. Nach Palamas’ Auffassung schaut man auf diese Weise nicht mit den Sinnen, doch ist diese Schau noch klarer als eine sinnliche. Das ungeschaffene Licht wird nicht mit den leiblichen Augen, sondern mit „verwandelten Augen“ durch die Kraft des Heiligen Geistes wahrgenommen. Palamas argumentierte, ein natürliches Licht müsse für jeden durch die Luft hindurch sichtbar sein, was beim ungeschaffenen Licht nicht der Fall sei. Das ungeschaffene Licht sehe der einzelne Hesychast nur aufgrund seiner Tugend und seiner durch diese Tugend hervorgebrachten Reinheit und nicht infolge der Reinheit der Luft.
Auch den zweiten Vorwurf wies Palamas zurück. Er bestritt, dass seiner Lehre die Einheit Gottes widerspreche. Nach seiner Argumentation folgt aus der Unterscheidung von Wesen und Energien nicht, dass Gott etwas aus unterschiedlichen Elementen Zusammengesetztes (griechisch σύνθετον sýntheton) ist. Der Unterschied ist zwar real, doch handelt es sich nicht um zwei ontologisch eigenständige Realitäten. Vielmehr beziehen sich beide Begriffe nur auf einen einzigen einfachen Gott, der sowohl in seinem Wesen als auch in jeder seiner Energien vollständig präsent ist. Der Unterschied zwischen ihnen besteht nur darin, dass unter „Wesen“ Gott unter dem Gesichtspunkt seiner Unfassbarkeit zu verstehen ist und unter „Energien“ Gott als sich selbst Offenbarender. Somit können die Energien als Gottheit bezeichnet werden, ohne dass dadurch aus Gott zwei Götter werden. Dies entspricht nach Palamas’ Darstellung auch dem Sprachgebrauch der Kirchenväter. Auch die These, dass Gottes Wesen seine Wirkkraft übertreffe, hielt er nicht für problematisch, sondern für korrekt und mit der Lehre der Kirchenväter übereinstimmend. Die Energien bezeichnete er als wirkliche Dinge (griechisch πράγματα prágmata). Damit meinte er nicht, dass ihnen eine eigenständige Existenz zukomme, sondern nur, dass die für sie verwendeten Begriffe keine leeren Wörter seien. Sie seien von Gottes Wesen nicht zu trennen. In gewisser Hinsicht seien sie mit dem Wesen identisch, in anderer nicht. Sie seien etwas anderes als der Heilige Geist und auch nicht als Eigenschaften Gottes zu bezeichnen.
Ein weiterer Konfliktpunkt war die Einschätzung der Rolle des Körpers. Die Hesychasten waren der Ansicht, dass neben der Seele auch der Körper des Menschen an der spirituellen Bemühung teilnehme. Körperbezogene Regeln der hesychastischen Kontemplation wie Konzentration auf einen bestimmten Körperbereich und Regulierung des Atems waren Ausdruck dieser Überzeugung. Nach dem hesychastischen Konzept ist die Gottesschau kein rein seelischer Vorgang, vielmehr ist der Körper daran beteiligt und hat somit einen Zugang zur Gottheit. Mit der Einbeziehung des Körpers stellten sich die Hesychasten in Gegensatz zu einem traditionell verbreiteten, (neu)platonisch geprägten Verständnis der Spiritualität. Nach der neuplatonischen Seelenlehre ist die Kontemplation ein rein seelischer Prozess und der Leib stellt ein bloßes Hindernis dar, das sich dem Aufstieg der Seele zur Schau des Göttlichen durch seine materielle Beschaffenheit widersetzt. So dachte auch Barlaam. Er brachte vor, die Einbeziehung des Körpers führe dazu, dass sich die Seele dem Bereich des Leiblichen zuwende und, wenn sie körperbezogene Aktivitäten liebe, von Finsternis erfüllt werde.
Dem stellte Palamas sein fundamental anderes Konzept entgegen. Nach seiner Lehre trifft es nicht zu, dass der Körper durch seine Einbeziehung die Seele behindert und herabzieht; vielmehr wird er durch sein mit der Seele gemeinsames Handeln emporgehoben. Der Geist wird dabei nicht ans Fleisch gebunden, sondern das Fleisch wird zu einer Würde erhoben, die der des Geistes nahekommt. Die Seele vermittelt dem Körper die göttliche Gnade, die es ihm ermöglicht, am Erleben des Göttlichen teilzunehmen. Unter dem Eindruck dieser Erfahrung gibt der Körper dann seine Neigung zum Üblen auf und erstrebt stattdessen seine eigene Heilung und Vergöttlichung. Dies zeigen beispielhaft die Tränen der Reue, die er vergießt. Es ist widersinnig zu glauben, der Körper habe keinen Anteil an der spirituellen Praxis, denn dann wäre das Fasten oder das Niederknien beim Gebet überflüssig; alle körperlichen Schritte wären dann nur unerwünschte Ablenkungen der Seele von ihrer Aufgabe. Es stimmt zwar, dass man sich vor dem Einfluss spezifisch körperlicher Vergnügungen auf die Seele hüten soll, aber das bedeutet nicht, dass der Körper vom seelischen Geschehen abzukoppeln ist. Wenn die Seele von spiritueller Freude erfüllt ist, entsteht auch im Körper ein entsprechender Zustand, der für den geistlichen Aufstieg wichtig ist. Wenn nur das Gemüt gereinigt wird, kommt es von Natur aus leicht zu einem Rückfall in den früheren Zustand. Daher ist eine Reinigung vorzuziehen, die alle Fähigkeiten und Kräfte der Seele und des Körpers einbezieht und dadurch dauerhaft wird.
Weitere Meinungsverschiedenheiten betrafen den Charakter des hesychastischen Gebets. Aus gegnerischer Sicht wurde es als Verfahren dargestellt, das in der mechanischen Anwendung einer Technik bestehe, die darauf abziele, mit physischen Mitteln spirituelle Ergebnisse herbeizuführen und die göttliche Gnade herbeizuzwingen. Diese Kritik wies Palamas als verleumderische Unterstellung zurück. Der Zweck der körperbezogenen Vorschriften sei vielmehr nur die Erzeugung und Bewahrung der unerlässlichen Konzentration. Dies sei insbesondere für Anfänger wesentlich. Einen Angriffspunkt bot den Gegnern der kontemplativen Praxis auch die ständige Wiederholung des Gebetsrufs, für die sich die Hesychasten auf das biblische Gebot „Betet ohne Unterlass!“ beriefen. Nach Barlaams Urteil wird damit ein nicht wünschenswerter passiver, quietistischer Gemütszustand erzeugt. Palamas entgegnete, solches Beten sei vielmehr eine bewusste Aktivität des Menschen, der damit auch seine Dankbarkeit ausdrücke. Es gehe nicht darum, Gott zu etwas zu bewegen, denn Gott handle stets aus eigenem Antrieb, und auch nicht darum, ihn zum Beter hinzuziehen, denn Gott sei ohnehin überall, sondern der Beter erhebe sich dadurch zu Gott.
Während Barlaam philosophisch dachte und argumentierte, hielt Palamas den Versuch, durch philosophisches Erkenntnisstreben zu gültigen Aussagen über die göttliche Wirklichkeit zu gelangen, für verfehlt. Die durch hesychastische Kontemplation gewonnene Einsicht betrachtete er nicht als Wissen im Sinne eines philosophischen Wissensverständnisses. Vielmehr meinte er, sie sei allem solchen Wissen weit überlegen. Höchstens in einem metaphorischen, uneigentlichen Sinne könne man sie als Wissen bezeichnen. Der Kampf zwischen Befürwortern und Kritikern des palamitischen Hesychasmus wird in der Forschung oft als Entladung des Gegensatzes zwischen byzantinischen „Humanisten“ (Barlaam, Demetrios Kydones, Nikephoros Gregoras), die antikes „heidnisches“ Gedankengut unbefangen aufnahmen, und einem bildungsskeptischen, wissenschaftsfremden Mönchtum gedeutet. Die Palamiten lehnten die antike Metaphysik und eine mit ihr verknüpfte „natürliche“ Theologie scharf ab. Sie meinten, es handle sich dabei um unchristliches Denken, das gefährliche Irrtümer zur Folge habe. Allerdings wandten sie sich nicht gegen alle „humanistisch“ gesinnten Autoren, sondern nur gegen diejenigen, deren Theologie sie für wahrheitswidrig hielten. Palamas bekämpfte die Philosophie nicht generell, sondern nur insoweit sie Aussagen macht, die nach seiner Überzeugung zu einem Verfehlen der Wirklichkeit Gottes führen. Faktisch führte allerdings der Sieg des Palamismus für die folgenden Jahrhunderte eine Abwertung der Philosophie in der orthodoxen Welt herbei. Die vorherrschende Ansicht war, dass die Verwendung einer philosophischen Methode innerhalb der Theologie nicht legitim sei; stattdessen sei der Zugang zur Wahrheit auf kontemplativem Weg zu gewinnen. Damit war eine Verbindung von Philosophie und Theologie in der Art der westlichen Scholastik ausgeschlossen.
Der Hesychasmusstreit überlagerte sich mit dem Konflikt um die Kirchenunion, die geplante Vereinigung der orthodoxen Kirche mit der katholischen. Die Hesychasten waren in der Regel dezidiert antikatholisch gesinnt und gehörten zum Lager der Unionsgegner. Palamas betrachtete seinen Kampf für seine Lehre von der Ungeschaffenheit der Wirkkräfte als Teil der Auseinandersetzung mit dem Katholizismus, der Kirche der „Lateiner“. Er sah sich als Vorkämpfer für die Orthodoxie und verdächtigte seinen Gegner Barlaam von Kalabrien, mit den Katholiken zu sympathisieren. Tatsächlich setzte sich Barlaam für die Kirchenunion ein und trat später, nach seiner Niederlage im Hesychasmusstreit, zum Katholizismus über. Allerdings waren keineswegs alle Antipalamiten unionsfreundlich und prinzipielle Gegner der hesychastischen Praxis. Unter den Widersachern des Palamas waren sowohl Befürworter der Kirchenunion wie Demetrios Kydones als auch scharf antikatholisch gesinnte Theologen wie Gregorios Akindynos, der die hesychastischen Beter als Vorbilder der Gottesliebe lobte, und Nikephoros Gregoras.

#### Der kirchenpolitische Kampf
Die theologischen Meinungsverschiedenheiten führten zu schweren kirchenpolitischen Auseinandersetzungen, die mit wechselndem Erfolg ausgetragen wurden. Der kaiserliche Hof wurde in den Konflikt verwickelt, während zugleich ein Machtkampf um das Kaisertum tobte.
Barlaam, der aus seiner süditalienischen Heimat ins Byzantinische Reich gekommen war, erfuhr dort von der Gebetsweise der Hesychasten. Als Gelehrter und Anhänger der negativen Theologie sah er in dem Vorhaben, sich auf diese Weise Gott zu nähern, eine skandalöse Anmaßung ungebildeter Mönche. Abschätzig nannte er sie omphalopsychoi („Nabelseelen“ oder „Menschen mit der Seele im Nabel“). Damit nahm er die „Nabelschau“ aufs Korn, die Praxis, beim Beten zur Übung der Konzentration die Aufmerksamkeit auf den Nabel zu lenken. Vergeblich versuchte er im Jahr 1338, die kirchlichen Behörden zum Einschreiten gegen die hesychastischen Athosmönche zu bewegen. Damit begann der Streit, der zunächst zwischen Barlaam und Palamas ausgetragen wurde. Persönliche Begegnungen der beiden Kontrahenten führten zu keiner Verständigung. Beide legten ihre Positionen in Kampfschriften dar.
Barlaam versuchte in der byzantinischen Hauptstadt Konstantinopel eine kirchliche Verurteilung der Theologie seines Gegners zu erwirken. Das missfiel Kaiser Andronikos III. und dem Patriarchen von Konstantinopel, Johannes XIV. Kalekas. Sie wollten einen Streit vermeiden, der den Frieden in Reich und Kirche gefährden konnte. Ihr Ziel war, Barlaams Angriffe mit disziplinarischen Maßnahmen zu unterbinden, ohne dabei inhaltlich zu der heiklen theologischen Problematik Stellung beziehen zu müssen. Mit ihrem Eintreten für den Status quo begünstigten sie faktisch die palamitische Seite. Ein Konzil, das 1341 unter dem Vorsitz des Kaisers in der Hagia Sophia zusammentrat, zwang Barlaam, seine Stellungnahme als irrig zu widerrufen und um Verzeihung zu bitten, die ihm bereitwillig gewährt wurde. Damit sollte eine allgemeine Versöhnung bewirkt werden. Die Verurteilung der antihesychastischen Thesen bedeutete aber nicht, dass sich das Konzil die ganze palamitische Theologie zu eigen machte. Barlaam war damit isoliert; er verließ das Reich und kehrte in seine Heimat zurück.
Zum Wortführer der Opposition gegen den Palamismus wurde nun der Mönch und Theologe Gregorios Akindynos. Im Gegensatz zu Barlaam akzeptierte er die hesychastische Gebetspraxis, sein Kampf richtete sich nur gegen deren theologische Rechtfertigung durch Palamas. Im August 1341 trat ein zweites Konzil zusammen, das die Entscheidung des ersten bestätigte und Akindynos verurteilte.
Den kirchlichen Konflikt überlagerte ein säkularer. Nach dem Tod des Kaisers Andronikos im Juni 1341 brach ein Kampf um die Regentschaft für seinen neunjährigen Erben Johannes V. aus. Die Gegenspieler waren der Patriarch Johannes Kalekas und der mächtige Adlige Johannes Kantakuzenos; beide versuchten die Lenkung des Reichs während der Unmündigkeit des Thronfolgers an sich zu reißen. Zunächst konnte sich der Patriarch in der Hauptstadt während einer Abwesenheit seines Kontrahenten handstreichartig durchsetzen. Darauf ließ sich Kantakuzenos in Thrakien zum Kaiser ausrufen, womit er einen mehrjährigen Bürgerkrieg einleitete.
Da Palamas mit Kantakuzenos sympathisierte, machte er sich den Patriarchen zum Feind. Dieser begann Akindynos gegen Palamas auszuspielen. 1343 wurde Palamas verhaftet, da man ihn verdächtigte, Kantakuzenos zu unterstützen. Der Patriarch trat nun immer entschiedener als theologischer Gegner des Palamismus auf und ließ Akindynos zunehmend freie Hand für dessen Attacken. 1344 ließ er den inhaftierten Palamas aus der Kirchengemeinschaft ausschließen. Inzwischen hatte der Konflikt die ganze Kirche erfasst; Theologen, kirchliche Würdenträger und Mönche ergriffen Partei.
Als Kantakuzenos im Bürgerkrieg die Oberhand gewann und mit seinem Sieg zu rechnen war, schwand in der noch von seinen Gegnern beherrschten Hauptstadt die Macht des Patriarchen. Schließlich trat dort im Januar 1347 ein Konzil zusammen, das die Konzilsbeschlüsse von 1341 gegen Barlaam bestätigte und den Patriarchen absetzte. Am 2. Februar 1347 besetzten Kantakuzenos’ Truppen Konstantinopel. Nach der militärischen Entscheidung konnte sich der Palamismus im ganzen Reich durchsetzen. Im Mai 1347 wurde ein eifriger Palamit zum neuen Patriarchen eingesetzt. Er weihte zahlreiche Bischöfe, die ein Glaubensbekenntnis abzulegen hatten, mit dem sie sich zur siegreichen Lehre bekannten. Zwar fanden die Gegner in dem Theologen Nikephoros Gregoras einen neuen Wortführer, doch war ihre Lage nun aussichtslos. 1351 bekräftigten zwei weitere Konzilien die früheren Entscheidungen. Das zweite, an dem nur noch Palamiten teilnahmen, entschied fundamentale theologische Fragen im Sinn der Sieger. Die Grundsätze des Palamismus wurden in das Synodikon der Orthodoxie, eine Zusammenfassung der orthodoxen Lehre, aufgenommen. Damit machte sich die byzantinische Kirche die palamitische Theologie endgültig als offiziell verbindliche Doktrin zu eigen. Dies bedeutete für die gesamte Orthodoxie eine definitive Weichenstellung, die weiterhin Bestand hatte, als das Byzantinische Reich ein Jahrhundert später unterging. Im katholischen West- und Mitteleuropa hingegen stießen Palamismus und Hesychasmus auf Ablehnung. Daher wurde auf dem Unionskonzil von Ferrara/Florenz 1438–1439 dieser Konfliktpunkt zwischen der westlichen und der östlichen Kirche umgangen.

#### Die Konsolidierung und Ausbreitung des Hesychasmus
Im Spätmittelalter, vor allem nach dem kirchenpolitischen Sieg der Palamiten, fand der Hesychasmus auch außerhalb des byzantinischen Machtbereichs in der orthodoxen Christenheit Wertschätzung. Während das Territorium des untergehenden Byzantinischen Reiches schrumpfte, breitete sich die hesychastische Kontemplation auf dem Balkan nach Norden aus.
Einen bedeutenden Beitrag zur Verbreitung leistete bereits der Athosmönch Gregorios Sinaites († 1346). Er hatte in einem Kloster am Berg Sinai die Mönchsweihe empfangen, später auf Kreta von einem Einsiedler eine Einführung in den Hesychasmus erhalten und dann auf dem Athos zahlreiche Schüler um sich versammelt. Allmählich wurde er als geistlicher Lehrer berühmt. In seiner wegweisenden Anleitung zur Kontemplation verband er das Jesusgebet mit Atemtechnik und gab konkrete Anweisungen. Später machte er seine Version der hesychastischen Praxis im Reich des bulgarischen Zaren Iwan Alexander heimisch. Iwan Alexander förderte die Klostergründungen des Gregorios großzügig. In den bulgarischen Klöstern wurden in der Folgezeit Mönche ausgebildet, die den Hesychasmus in den nichtbyzantinischen Teilen der orthodoxen Welt verbreiteten. Zu den namhaftesten Schülern des Sinaites zählte Theodosios von Tarnowo († 1363). Er gründete das Kloster Kilifarevo, das zu einem Zentrum des bulgarischen Hesychasmus wurde und insbesondere durch die Übersetzung griechischer Literatur ins Mittelbulgarische eine große Wirkung entfaltete. Unter den Mönchen, die dort ihre Ausbildung erhielten, war Euthymios von Tarnowo, der später der letzte bulgarische Patriarch vor der osmanischen Eroberung wurde und bis 1393 amtierte. Euthymios war palamitischer Hesychast; er hatte auch auf dem Athos gelebt.
In Serbien fasste der Hesychasmus unter dem Fürsten Lazar Hrebeljanović (1371–1389) Fuß, auch dort in der Ausprägung, die ihm Sinaites gegeben hatte. Lazar förderte die hesychastischen Mönche und ließ zahlreiche Klöster erbauen. In Rumänien spielte der Mönch Nikodim (Nikodemos) von Tismana († 1406), der auf dem Athos Kontemplation praktiziert hatte, eine Pionierrolle. Dort erfreute sich der Hesychasmus ebenfalls starker Unterstützung durch die Fürsten.
Um die Wende vom 14. zum 15. Jahrhundert verfassten zwei Mönche, Ignatios Xanthopoulos und Kallistos Xanthopoulos, der 1397 für kurze Zeit als Kallistos II. Patriarch von Konstantinopel wurde, ein Handbuch der hesychastischen Theorie und Praxis, das die Lebensweise der Hesychasten ausführlich schildert. Es ist unter der Bezeichnung Zenturie (Hundert Kapitel) bekannt. Mit einer Fülle von Zitaten bemühten sich die beiden Autoren, die hesychastische Lehre, die sie vertraten, durch Äußerungen älterer kirchlicher Autoritäten abzustützen und als legitime Fortsetzung alter orthodoxer Tradition zu erweisen.
Der Einfluss des Hesychasmus machte sich auch in der spätmittelalterlichen Malerei geltend, sowohl im Byzantinischen Reich als auch im nördlichen Balkan und in Russland. Es wurden Szenen aus dem Leben der Eremiten dargestellt. Insbesondere auf die Ikonographie der Verklärung Christi, der Auferstehung Christi und der Trinität wirkte sich die Verbreitung des Hesychasmus aus. In der Ikonen-, Fresko- und Buchmalerei sowie der Mosaiksetzerei versuchten Künstler mit ihren physischen Mitteln einen Eindruck vom ungeschaffenen göttlichen Licht zu vermitteln.

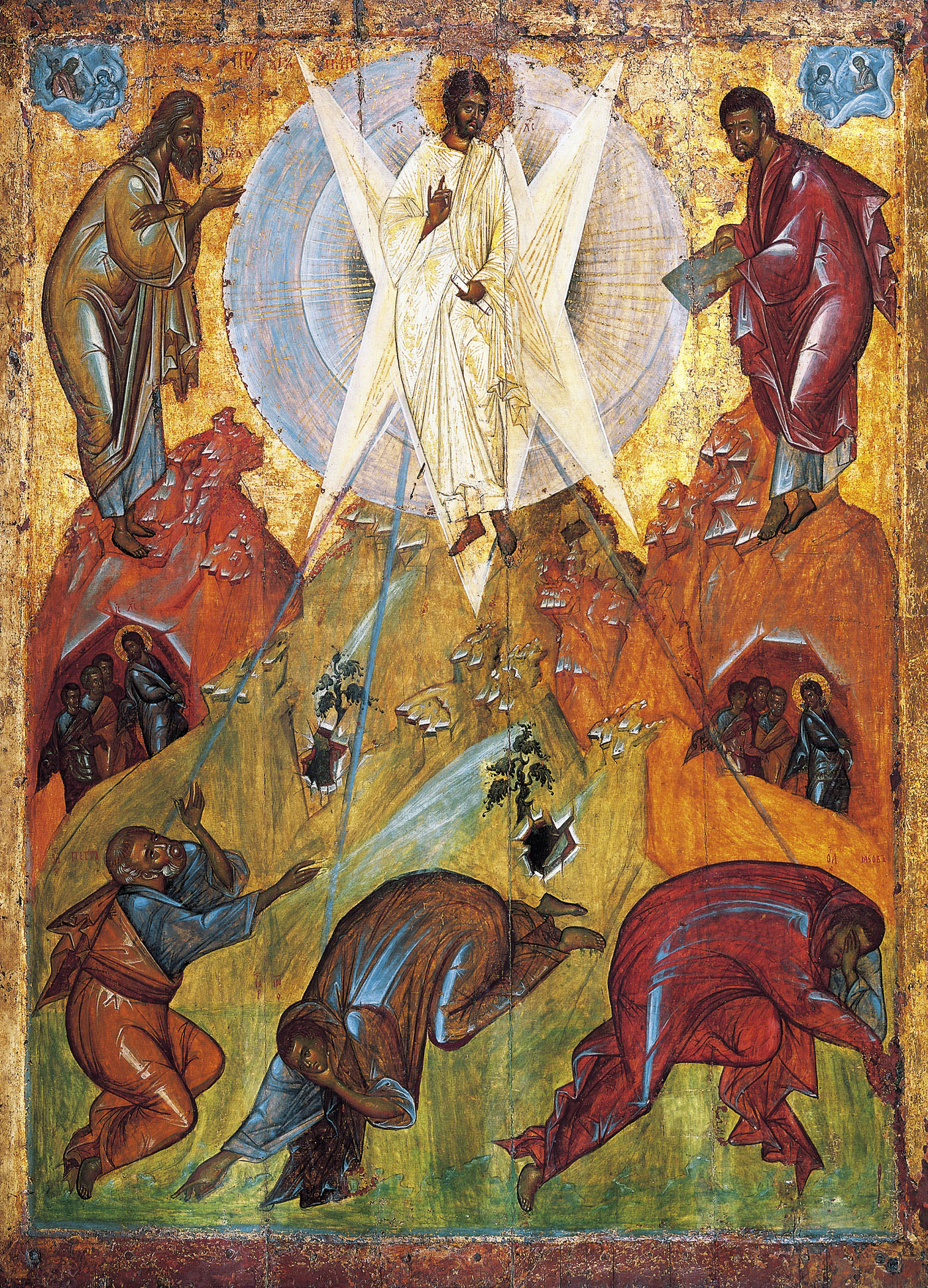
Die Verklärung auf dem Berg Tabor auf einer russischen Ikone des frühen 15. Jahrhunderts

Schon im späten 14. Jahrhundert erreichte der Hesychasmus anscheinend auch Russland, wo er nicht nur bei Einsiedlern Anklang fand; der Metropolit von Kiew Kiprian († 1406), der ab 1390 in Moskau residierte, scheint Hesychast gewesen zu sein. Der namhafteste russische Hesychast des 15. Jahrhunderts war Nil Sorski, der die Gebetspraxis auf dem Athos kennengelernt hatte. Er schuf eine Mönchsregel (Predanie), in der er die aus seiner Sicht zentralen Grundsätze des spirituellen Lebens festhielt. Die Seele sei durch Tränen zu reinigen, die Leidenschaften seien zu bekämpfen, ebenso wie alle störenden bösen, guten oder moralisch gleichgültigen Gedanken; durch Achtsamkeit, Unbesorgtheit und Schweigen werde die Gnade bewahrt. Nil lehrte, die hesychia (russisch bezmolvie) könne nur erlangt werden, wenn man sich zunächst durch Askese, Einsamkeit und Auslöschung aller weltlichen Begierden darauf vorbereite. Auch scheinbar gute und berechtigte Vorstellungen, die während des Betens auftauchten, seien schädlich und müssten beseitigt werden. Das Jesusgebet sei das beste ihm bekannte Mittel, die Gedanken zum Schweigen zu bringen und den Zustand der „Gedankenlosigkeit“ zu erreichen. Als reiner Praktiker verzichtete Nil auf eine theologische Untermauerung seines Hesychasmus; auf die palamitische Lehre und die Schau des Taborlichts nahm er nirgends Bezug. Seine Hauptwerke wurden in russischen Klöstern eifrig abgeschrieben und waren in Hunderten von Exemplaren verbreitet.

### Neuzeit

#### 16.–19. Jahrhundert
In Griechenland hielten die Athosmönche auch in der Zeit der türkischen Herrschaft an der traditionellen Kontemplationsweise fest. Der Palamismus blieb ein fester Bestandteil der orthodoxen Lehre, die Ungeschaffenheit des Taborlichts wurde in polemischem Schrifttum gegen die Kritik westlicher Theologen, der „Lateiner“, und anderer Gegner des Palamismus verteidigt. In Russland lebte die Tradition zwar in manchen Klöstern fort, war aber im öffentlichen Bewusstsein kaum präsent. Außerdem wurde das hesychastische Mönchtum durch mönchsfeindliche Maßnahmen geschwächt, die Zar Peter der Große (1682–1725) ergriff. Peter verurteilte die Mönche als rückständig und warf ihnen vor, keine nützliche Arbeit zu leisten. Im 18. Jahrhundert wanderten viele russische Mönche aus; manche fanden auf dem Athos Zuflucht. Einer der Emigranten, Vasile von Poiana Mărului († 1767), schuf in Rumänien eine Gemeinschaft von Hesychasten. In der russischen Kirche war die theoretische Grundlage des palamitischen Hesychasmus, die Lehre von den göttlichen Energien, einflussreichen Theologen suspekt. Bis ins frühe 20. Jahrhundert zeigten maßgebliche Lehrbücher der russisch-orthodoxen Theologie Distanz zum Palamismus, der teils verschwiegen, teils umgedeutet, teils sogar explizit verworfen wurde. Eine Umdeutung lief darauf hinaus, die reale Unterscheidung zwischen Wesen und Energien Gottes auf eine nur gedankliche zu reduzieren.

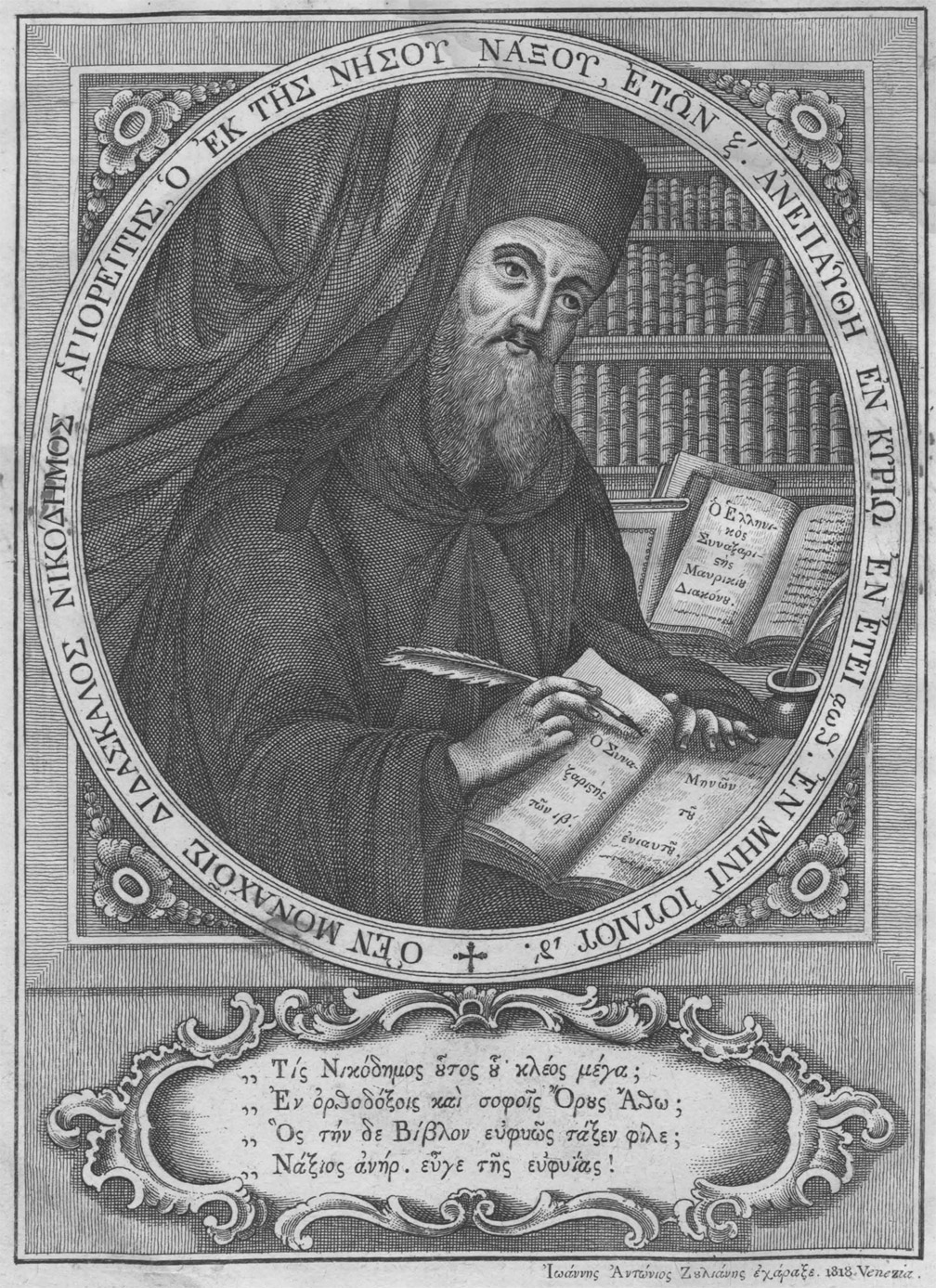
Nikodemos Hagioreites

Im 18. Jahrhundert kam es jedoch zu einem bedeutenden Aufschwung der kontemplativen Tradition, der vom Athos ausging. Es entstand eine neue Strömung, der „Neuhesychasmus“, der in der Folgezeit in verschiedenen Bereichen der orthodoxen Welt unterschiedliche Ausprägungen erhielt und weiterhin fortwirkt. Sein Merkmal ist das Heraustreten aus der Zurückgezogenheit der klösterlichen Sphäre. Gedankengut und Praxis des Hesychasmus sollen einer breiteren Öffentlichkeit außerhalb des Mönchtums vertraut gemacht werden. Einen nachhaltigen Impuls gab zunächst der Gelehrte Nikodemos Hagioreites (Nikodemos vom Heiligen Berg, 1749–1809), der zu den Praktizierenden auf dem Berg Athos gehörte. Er gab zusammen mit dem Metropoliten Makarios von Korinth die fünfbändige Quellensammlung Philokalie (Φιλοκαλία τῶν ἱερῶν νηπτικῶν Philokalía tōn hierṓn nēptikṓn, wörtlich Schönheitsliebe der heiligen Achtsamen) heraus, eine Zusammenstellung von griechischen Texten der orthodoxen Spiritualität, die 1782 in Venedig erschien. Sie umfasst Anweisungen einschlägiger Autoritäten von den antiken Kirchenvätern bis zu den spätmittelalterlichen Hesychasten. Mit diesem Werk, das in der orthodoxen Welt als geistliche Anleitung populär wurde, leistete Nikodemos einen maßgeblichen Beitrag zur Verbreitung des Hesychasmus außerhalb des Mönchtums und zur Verwurzelung hesychastischer Ideen in weiten Laienkreisen im 19. Jahrhundert.

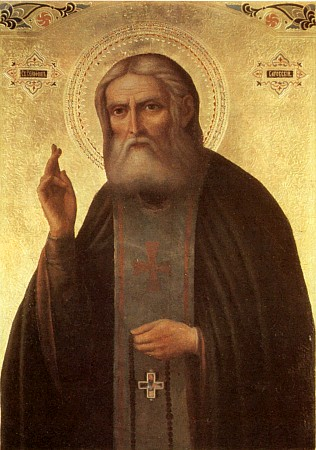
Der russische Hesychast Seraphim von Sarow auf einer Ikone

Den Hauptanstoß zur Erneuerung des Hesychasmus in Rumänien und in Russland gab der Mönch Païssi Welitschkowski (Païsij Veličkovskij, 1722–1794), der lange auf dem Athos gelebt hatte und später in Rumänien eine große Mönchsgemeinschaft schuf. Seine zahlreichen Schüler verbreiteten sein Gedankengut. Das Gebiet des bedeutenden russischen Klosters Optina, wo sich einflussreiche Eremiten niederließen, wurde zu einem weit ausstrahlenden Zentrum der von ihm initiierten Richtung. Welitschkowski übersetzte die Philokalie ins Kirchenslawische. Die Übersetzung wurde 1793 gedruckt; russische Fassungen folgten. Der Einfluss des russisch Dobrotoljubie genannten Werks auf das religiöse Leben in der Russisch-Orthodoxen Kirche war gewaltig, in der breiten Öffentlichkeit mehr als unter den Gebildeten. Außerordentliches Ansehen genoss der berühmteste russische Hesychast des 19. Jahrhunderts, Seraphim von Sarow († 1833). Ab dem späten 19. Jahrhundert spielten auch die Aufrichtigen Erzählungen eines russischen Pilgers eine wichtige Rolle. Im 1870 veröffentlichten ersten Teil dieses Werks berichtet ein Pilger, der das Beten ohne Unterlass erlernen wollte, von den Erlebnissen auf seiner Pilgerfahrt, die ihn zu hesychastischen Meistern (Starzen) führte. Diese populäre Schilderung eines anonymen Autors wurde in viele Sprachen übersetzt. Durch die Philokalie und die Aufrichtigen Erzählungen prägte der Hesychasmus nachhaltig die orthodoxe Laienspiritualität. Bischof Theophan (Feofan) Goworow (1815–1894) fertigte eine neue, inhaltlich bearbeitete russische Fassung der Philokalie an, die weite Verbreitung fand. Er wurde zu einem der namhaftesten Erneuerer hesychastischer Theorie und Praxis in Russland. Einen bedeutenden Beitrag zur Popularisierung hesychastischer Ideen leistete auch der Schriftsteller Fjodor Michailowitsch Dostojewski. In seinem 1880 veröffentlichten Roman Die Brüder Karamasow schuf er die Gestalt des Mönchs Sossima. Dieser repräsentiert die hesychastische Spiritualität, die Dostojewski bei einem Aufenthalt im Optina-Kloster erlebt hatte. Einem breiten Lesepublikum erschien Sossima als ideale Verkörperung des russischen Mönchtums.

#### 20. und 21. Jahrhundert
1907 veröffentlichte der russische Mönch Ilarion, der auf dem Athos und später als Einsiedler auf dem Kaukasus gelebt hatte, das Buch Auf den Bergen des Kaukasus, das in Russland viel Beachtung fand. Darin werden Begegnungen und Gespräche des Ich-Erzählers mit einem anderen Eremiten geschildert. Im Mittelpunkt steht das Jesusgebet. Ilarion stellte die These auf, im Gottesnamen sei Gott selbst anwesend. Der Gottesname wurde somit als eine der ungeschaffenen göttlichen Energien aufgefasst. Die Verknüpfung von Name und Wesen sei bei Gott nicht von menschlicher Erfahrung verursacht, sondern absolut notwendig. Allerdings erhob Ilarion für seine These der Identität von Name und Benanntem, die von vielen Kritikern als Provokation empfunden wurde, keinen uneingeschränkten Wahrheitsanspruch. Er beschränkte ihre Geltung auf den Rahmen eines geistlichen Verständnisses und den Kontext einer persönlichen Erfahrung im Akt des Gebets. Dennoch verursachte diese Sonderform des Hesychasmus, die unter der Bezeichnung Imjaslavie (Namensverehrung) bekannt wurde, unter den russischen Athosmönchen einen heftigen Streit um die Göttlichkeit des Namens Jesu („Namensstreit“). Die Mehrheit bekannte sich zu Ilarions Lehre, die als Konsequenz aus dem Palamismus dargestellt wurde. Die Minderheit der Gegner fand jedoch die Unterstützung der Kirchenleitung, des Heiligen Synods, der das neue Verständnis der Namensverehrung als Häresie verdammte. Die Gegner meinten, die Namensverehrung führe zum Pantheismus und stelle eine Vergötzung äußerer Formen der menschlichen Sprache dar. Worte und Namen seien nur Zeichen und Symbole. Der Konflikt führte 1913 zur gewaltsamen Vertreibung der Namensverehrer durch russisches Militär; sie wurden nach Russland deportiert. In der russisch-orthodoxen Kirche dauerten die Debatten noch lange an und verlagerten sich auf die Ebene der Sprachtheorie. Namhafte Theologen wie Pawel Alexandrowitsch Florenski (1882–1937) und Sergei Nikolajewitsch Bulgakow (1871–1944) ergriffen für die Namensverehrer Partei. In der Zeit der Sowjetunion standen die Namensverehrer in radikaler Opposition sowohl zum Moskauer Patriarchat als auch zum sowjetischen Staat; sie wurden daher in den 1920er und 1930er Jahren verfolgt und liquidiert.
Auch im Diskurs russisch-orthodoxer Theologen des 20. Jahrhunderts blieb die Thematik präsent. Der als Emigrant in Paris lebende Theologe Vladimir Lossky (1903–1958) entwickelte eine an die hesychastische Tradition anknüpfende Lehre. In Rumänien war der führende Hesychast des 20. Jahrhunderts Dumitru Stăniloae (1903–1993). Er forschte über Gregorios Palamas und schuf eine erweiterte und ausführlich kommentierte Fassung der Philokalie in rumänischer Sprache als neues Standardwerk. Besonderes Gewicht legte er auf die Lehre von der Vergöttlichung des Menschen. Stăniloae reaktivierte die Diskussion über die Bedeutung des Hesychasmus für die rumänische Orthodoxie. In einer Reihe von Aufsätzen betonte er die Erfahrung der Gnade Gottes durch die ungeschaffenen Energien.
In Griechenland entstand in der zweiten Hälfte des 20. Jahrhunderts unter Theologen eine „neuorthodoxe“ Bewegung, die palamitischen Hesychasmus mit einem entschiedenen Bekenntnis zur byzantinischen Tradition und scharfer Abgrenzung des orthodoxen Glaubens von allen westlichen Einflüssen verbindet. Ihr Ziel ist eine Neubestimmung der orthodoxen Identität. Die Lebensweise der spätmittelalterlichen Hesychasten erscheint den „Neuorthodoxen“ als vorbildlich. Vordenker dieser Strömung sind John S. Romanides und Christos Yannaras, zwei im Westen wenig bekannte Autoren. Ihre Thesen haben in griechischen Theologenkreisen erhebliches Aufsehen erregt, seit Romanides 1956 in seiner seither viel beachteten Dissertation Kerngedanken dieser Richtung formulierte. Auch der stark von Romanides beeinflusste Metropolit Hierotheos (Vlachos) sieht im Hesychasmus den Kern der Orthodoxie, durch den diese sich fundamental vom Katholizismus und Protestantismus unterscheide. Wer eine echte Gotteserfahrung erlange, verstehe die Ungeschaffenheit der Gnade Gottes. Palamas habe die vollständige hesychastische Lebensweise, die über die Reinigung des Herzens zur Schau des ungeschaffenen Lichtes führe, gelehrt und selbst praktiziert.
Die theologische Untermauerung des Hesychasmus durch die palamitische Lehre bleibt in der griechischen Orthodoxie weiterhin intakt. Der Lehrentscheidung des palamitischen Konzils von 1351 wird der Rang eines allgemein verbindlichen Dogmas zuerkannt, das faktisch den Beschlüssen der ökumenischen Konzilien gleichgestellt wird. In der Auseinandersetzung mit der katholischen und der evangelischen Theologie gilt der Palamismus als Prüfstein der Rechtgläubigkeit. Unter den Athosmönchen ist eine radikale Richtung des Palamismus verbreitet, die das hesychastische Frömmigkeitsideal stark betont. Sie vertritt nicht nur einen schroffen Antikatholizismus und Antiprotestantismus, sondern hat auch zur orthodoxen Universitätstheologie ein kritisches Verhältnis, da diese westlich beeinflusst sei. Die Mönche bemühen sich um Verbreitung ihres Gedankenguts durch neugriechische Übersetzungen von Schriften der hesychastischen Autoritäten und durch Förderung des Athos-Pilgerwesens.

## Rezeption außerhalb der Orthodoxie
In West- und Mitteleuropa war im 19. und frühen 20. Jahrhundert das Interesse am Hesychasmus, seiner Geschichte und seiner fortlebenden Praxis gering. Zu den ersten Erforschern der Thematik in Deutschland gehörte der evangelische Kirchenhistoriker Karl Holl (1866–1926). Wesentliche Beiträge zur Verbreitung einschlägiger Kenntnisse im Westen leisteten im 20. Jahrhundert die katholischen Theologen Albert M. Ammann (1892–1974) und Georg Wunderle (1881–1950) und vor allem der als Wortführer der Orthodoxie im Westen geltende, in Frankreich und später in den USA tätige Theologe John Meyendorff (1926–1992).
Wie schon im Spätmittelalter ist auch in der Neuzeit der Hesychasmus in den westlichen Kirchen nicht akzeptiert worden. In den orthodoxen Kirchen hingegen ist seine Grundlage, die palamitische Theologie, weiterhin verbindliche Lehre. Diese Meinungsverschiedenheit stellt auch in der Gegenwart einen wesentlichen Differenzpunkt zwischen westlichen und östlichen Kirchen dar. Unter katholischen und evangelischen Theologen herrscht traditionell ein distanziertes Verhältnis zum Palamismus und zum Hesychasmus vor. Während orthodoxe Autoren den Hesychasmus weiterhin als bruchlose Fortsetzung und legitime Entfaltung der patristischen Theologie der Kontemplation betrachten, halten manche westliche Kirchenhistoriker das Aufkommen der palamitischen Lehre für eine deutliche Zäsur und eine Neuausrichtung. Nichtorthodoxe Forscher wie die katholischen Theologen Martin Jugie und Gerhard Podskalsky und die evangelische Theologin Dorothea Wendebourg sehen in Palamas einen Neuerer, der vom Denken der griechischen Kirchenväter erheblich abgewichen sei. Aus westlicher theologischer Sicht bewerten sie das als problematische Entwicklung. Eine vermittelnde Position nimmt die als Erforscherin der Orthodoxie bekannte evangelische Theologin Fairy von Lilienfeld ein. Sie warnt vor vorschnellen Bewertungen; der Streit um Kontinuität oder Neuerung sei mehr oder minder auf beiden Seiten von grundlegendem Missverstehen der Gegenseite oder auch ungenügendem Durchdenken der eigenen methodischen Prämissen geprägt.
Das Verhältnis zwischen Palamismus und Hesychasmus wird in der modernen Literatur unterschiedlich eingeschätzt. Einer Richtung zufolge, deren Wortführer moderne Hesychasten sind, bilden die Lehre und die Gebetsmethode sachlich eine untrennbare Einheit; alle orthodoxe Theologie stammt aus dem hesychastischen Gebet und soll auch dorthin führen (John Meyendorff). Nach der gegenteiligen Meinung, die unter nichtorthodoxen Forschern verbreitet ist, sind Hesychasmus und Palamismus sachlich getrennte Angelegenheiten; Hesychasmus erfordert kein Bekenntnis zum Palamismus (Hans-Georg Beck, Dorothea Wendebourg).
In westlichen spirituell orientierten Kreisen werden mitunter einzelne Aspekte der hesychastischen Praxis aufgegriffen und verwertet. Der hesychastische Ansatz ist eines von drei Grundelementen des Seelsorgekonzepts Mental-Turning-Point, das von der lutherischen Theologin Sabine Bobert entwickelt wurde. Im katholischen Bereich hat seit dem späten 20. Jahrhundert das Centering Prayer Verbreitung gefunden, dessen Praktizierende sich unter anderem auf die hesychastische Tradition berufen.

## Die Praxis der hesychastischen Kontemplation
Als Hauptvoraussetzung für eine hesychastische Gotteserfahrung gilt in der gesamten Tradition die „Reinigung des Herzens“. Damit ist zunächst die Überwindung der Laster und der Verführung durch schlechte Gedanken gemeint, ein zentrales Anliegen aller Mönche. Dies reicht aber nicht aus; erforderlich ist die Befreiung von sämtlichen Vorstellungsbildern (phantasíai) und allen Akten des diskursiven Denkens (logismoí). Die Einbildungskraft soll ausgeschlossen werden, das Denken soll verstummen, jedes Wissen (gnṓsis) zurückgelassen werden. Verlangt wird ein absolutes Schweigen allem gegenüber. Dann erst werde die Wahrnehmung des Ungeschaffenen möglich. Die Entleerung des Geistes von unerwünschten Inhalten erfordere eine stets wache Aufmerksamkeit und Nüchternheit, die nepsis, deren Unerlässlichkeit in der hesychastischen Literatur aller Epochen betont wird. Unter den Seelenkräften, den Fähigkeiten der Seele, gilt nicht der Wille, sondern der höchste Teil des Erkenntnisvermögens als der entscheidende Faktor, der das Erleben der besonderen göttlichen Gnade in der Schau ermöglicht. Palamas konstatiert, dass es einem leidenschaftlichen Geist unmöglich sei, sich mit Gott zu vereinigen. Daher müsse man den Geist bündeln und nach dem Göttlichen ausstrecken und dabei mit fester Kraft das vielfache Umherschweifen des Denkens zügeln.
Im Mittelpunkt der hesychastischen Praxis steht das „geistige Gebet“ (griechisch νοερὰ προσευχή noerá proseuchḗ), das meist kurz Jesusgebet oder Herzensgebet genannt wird. Im Gegensatz zum gemeinsamen liturgischen Gebet ist das hesychastische individuell, der Betende ist stets allein. Das in verschiedenen Versionen verbreitete Jesusgebet enthält zwar eine Bitte, ist aber, wie aus hesychastischer Sicht betont wird, nicht als Bittgebet aufzufassen. Es dient nicht dem Zweck, Wünsche des Betenden vorzutragen oder Gott etwas mitzuteilen. Vielmehr geht es in erster Linie um Anbetung, wobei sich der Betende für etwas öffnen will, das von Gott kommt. Zwar ist die hesychia ein Zustand der Ruhe, doch soll diese nicht mit Untätigkeit verwechselt werden; das hesychastische Beten wird traditionell – besonders in Russland – als „Arbeit“ aufgefasst und bezeichnet.
Wegen des Erfordernisses einer anhaltenden Aufmerksamkeit über einen längeren Zeitraum stellt die Kontemplation an die Konzentrationsfähigkeit des Praktizierenden erhebliche Anforderungen. Die hesychastische Literatur befasst sich mit dieser Problematik und gibt dazu Ratschläge. Schon im frühen byzantinischen Hesychasmus des 12./13. Jahrhunderts wurde empfohlen, ruhig zu atmen. Die ersten Autoren, die dazu nähere Angaben machten, waren Pseudo-Symeon und Nikephoros der Hesychast. Sie empfahlen eine Verlangsamung des Atems als Vorbereitung zur eigentlichen Kontemplation. Nikephoros schrieb, man solle sich beim Einatmen vorstellen, dass der Atem abwärts ströme, bis er das Herz erreiche. Damit könne man bewirken, dass auch der Intellekt (nous) ins Herz hinabsteige. Dann stelle sich eine Freude ein wie bei einer Heimkehr nach langer Abwesenheit. Wenn der Intellekt seinen Platz im Herzen gefunden habe, könne man mit dem Jesusgebet beginnen. Anfangs zeige der Intellekt noch die Neigung, schnell wieder herauszukommen und umherzuwandern, doch später gewöhne er sich an seinen neuen Wohnsitz. Mit dem biblischen Spruch „Das Reich Gottes ist inwendig in euch“ sei diese Heimstätte im Herzen gemeint. Nach Pseudo-Symeons Darstellung nimmt der Intellekt, wenn er sich im Herzen niedergelassen hat, sich selbst als gänzlich lichtvoll wahr. Von da an kann er jeden störenden Gedanken, der auftaucht, vertreiben und vernichten. Bevor der Gedanke eine Form annehmen kann, wird er beseitigt. Auch Gregorios Sinaites lehrte das Herabführen des Intellekts vom Hirn ins Herz mit dem Ziel, ihn dort einzuschließen. Diesen Vorgang solle man durch Anhalten des Atems vor dem Ausatmen unterstützen. Dabei gehe es aber im Grunde nicht um den physischen Atem, sondern um den „Atem des Intellekts“. Wenn die Wirkkraft im Herzen aktiv sei, stelle sich dort eine Erwärmung ein; diese sei ein unzweifelhaftes Merkmal für die Wirksamkeit des Gebets. Ferner schrieb Gregorios Sinaites, ein Hesychast solle immer zu wenig essen und niemals zu viel, denn wenn der Leib schwer sei, verfinstere sich der Geist.
Bei den frühen Hesychasten war die Atemregulierung nur eine Vorübung vor dem Beten. Erst um 1400, im Handbuch von Ignatios und Kallistos Xanthopoulos, wurde geraten, die Worte des Gebets mit dem Ein- und Ausatmen zu koordinieren. In der modernen Praxis wird gewöhnlich der erste Teil der Gottesanrufung mit dem Einatmen, der zweite mit dem Ausatmen verbunden. Die hesychastische Kontemplation wird stets in sitzender Haltung mit geneigtem Kopf ausgeführt, im Gegensatz zum normalen Beten, bei dem man nach orthodoxer Tradition steht. Pseudo-Symeon gibt an, dass der Bart des Mönchs die Brust berühren soll.
Zu den überlieferten Praktiken gehört auch die Nabelschau, die Konzentration auf den Bauchnabel, die schon Pseudo-Symeon im 12./13. Jahrhundert empfahl. Sie war und ist aber kein notwendiger Bestandteil der hesychastischen Praxis und wird häufiger von Kritikern als von den Hesychasten selbst thematisiert.
Als geeigneten Ort für die Kontemplation bezeichneten Ignatios und Kallistos Xanthopoulos einen ruhigen, dunklen Winkel. Der Blick der Augen auf das Sichtbare führe dazu, dass das Denken zerstreut und zerteilt, geplagt und verwickelt werde. Um der Ablenkung vorzubeugen, solle man sich in einer ruhigen Zelle aufhalten. Dann kehre der Geist zu sich selbst zurück.
Die Anweisungen in den Aufrichtigen Erzählungen eines russischen Pilgers, deren Verfasser an die Philokalie anknüpft, folgen den schon im Mittelalter ausgeformten Leitlinien. Der Hesychast soll in sitzender Haltung, mit geneigtem Kopf und geschlossenen Augen das Jesusgebet unablässig wiederholen. Dabei bemüht er sich, fremde Gedanken zu vertreiben. Er führt seinen Geist (sein Denken) „aus dem Kopf ins Herz“. Das Gebet spricht er leise oder auch nur im Geist. Er richtet seine Aufmerksamkeit auf das Herz, das als Sitz der Seele gilt, und achtet dabei auch auf seinen Atem, in dessen Rhythmus er betet.
Betont wird in der hesychastischen Literatur und besonders bei den Athosmönchen, dass äußerliche Aspekte wie Haltung und Atemtechnik nur Mittel zum Zweck der Beruhigung seien. Die Atemübung sei zwar hilfreich und sehr empfehlenswert, doch solle man sie nicht als das Wesentliche betrachten. Nach Palamas’ Darstellung sind die physischen Regeln hauptsächlich für Anfänger nützlich. Auch die angestrebte Ruhe ist für die Hesychasten kein Selbstzweck, sondern nur eine Voraussetzung für die Erreichung des spirituellen Ziels. Im 19. Jahrhundert erklärte Feofan Goworow, einer der einflussreichsten russischen Hesychasten, alle Äußerlichkeiten für unwesentlich; nur auf das innere, geistliche Gebet komme es an, „das ganz in sich selbst steht, ohne irgendeine äußere Form oder körperliche Haltung“. Das innere Gebet bestehe darin, dass der Intellekt ins Herz hinabgeführt werde. Der Intellekt sei nicht von der Aufmerksamkeit zu trennen; daher solle man sich mit der Aufmerksamkeit im Herzen aufhalten und dort fest verankert bleiben; dann sei der Intellekt im Herzen. Das physische Herz sei nur „ein Muskel aus Fleisch“ und das Instrument der Seele, so wie das Hirn das Instrument der Intelligenz sei. Wenn die Liebe noch nicht erwacht sei, solle man auf die Gegenwart Gottes im Herzen vertrauen und nicht nach dem „Wie“ seiner Anwesenheit fragen. Das kontemplative Beten sei ein wortloses Stehen – und schließlich dauerhaftes Wandeln – in der Gegenwart Gottes. Feofan empfahl zwar das Jesusgebet, hielt es aber nur für ein Hilfsmittel, auf das man auch verzichten könne. In den Gebetsworten und der Verrichtung des Gebets sei nichts, das in sich selbst Frucht bringen könne. Alle Früchte der Kontemplation könne man auch ohne dieses Gebet und sogar ohne jedes mündliche Gebet erlangen, wenn man nur ganz schlicht Intellekt und Herz auf Gott richte.
Die hesychastischen Autoren schätzen und empfehlen das Mönchsleben und insbesondere das weltabgewandte Einsiedlerleben, Schweigsamkeit ist ihnen wichtig. Im modernen Hesychasmus wird aber eine strikt mönchische Lebensführung nicht als notwendige Voraussetzung für die Erlangung der hesychia genannten Seelenruhe betrachtet. Als entscheidend gilt die innere Distanz zu den äußeren Verhältnissen, die der Hesychast erlangen und stets bewahren soll. Schon die Wortführer des spätmittelalterlichen Hesychasmus, Gregorios Sinaites und Gregorios Palamas, waren der Ansicht, hesychastische Spiritualität sei nicht nur im Rahmen eines äußerlich abgeschiedenen Lebens praktizierbar. Inwieweit sie auch für Laien geeignet ist, darüber gingen unter den mittelalterlichen Hesychasten die Meinungen auseinander. Symeon der Neue Theologe meinte, es bestehe hinsichtlich der Möglichkeit, zur Gottesschau zu gelangen, zwischen Mönchen und anderen Christen kein Unterschied.
Erlernt wird das hesychastische Beten unter der Anleitung eines erfahrenen Praktizierenden. Schon im Mittelalter gab es aber auch autodidaktisch Lernende, die sich nur an die Anweisungen in der Literatur hielten, da ihnen kein Lehrer zur Verfügung stand.

## Ausgaben und Übersetzungen von Quellen
- Albert M. Ammann (Übersetzer): Die Gottesschau im palamitischen Hesychasmus. Ein Handbuch der spätbyzantinischen Mystik. 5. Auflage, Echter, Würzburg 2002, ISBN 978-3-429-04098-7 (deutsche Übersetzung des spätmittelalterlichen hesychastischen Handbuchs der Mönche Kallistos und Ignatios Xanthopoulos)
- Gregor Hohmann u. a. (Übersetzer): Philokalie der heiligen Väter der Nüchternheit. 5 Bände, Der christliche Osten, Würzburg 2004, ISBN 3-927894-37-0 (sowie separates Stichwortverzeichnis, 2. Auflage 2007)
- Emmanuel Jungclaussen (Übersetzer): Aufrichtige Erzählungen eines russischen Pilgers. 11. Auflage, Herder, Freiburg 1981, ISBN 3-451-17088-4
- Fairy von Lilienfeld (Übersetzerin): Nil Sorskij und seine Schriften. Die Krise der Tradition im Russland Ivans III. Evangelische Verlagsanstalt, Berlin 1963, S. 193–284 (deutsche Übersetzung der Schriften Nil Sorskis)
- Jean Meyendorff (Hrsg.): Grégoire Palamas: Défense des saints hésychastes. 2 Bände, 2., überarbeitete Auflage, Spicilegium Sacrum Lovaniense Administration, Leuven 1973 (kritische Edition der Triaden – Abhandlungen des Gregorios Palamas zur Rechtfertigung des Hesychasmus – mit französischer Übersetzung)
- Ioannis Polemis (Hrsg.): Theologica varia inedita saeculi XIV. Georgius Pelagonius, Adversus Palamam. Anonymus, Adversus Cantacuzenum. Prochorus Cydones, De lumine Thaborico (= Corpus Christianorum. Series Graeca, Bd. 76). Brepols, Turnhout 2012, ISBN 978-2-503-53598-2 (kritische Edition von drei antipalamitischen Schriften des 14. Jahrhunderts)
- Bonifaz Tittel (Übersetzer): Schimonach Ilarion: Auf den Bergen des Kaukasus. Gespräch zweier Einsiedler über das Jesus-Gebet. Otto Müller, Salzburg 1991, ISBN 3-7013-0791-1